# Пролетарское (Кабардино-Балкария)
Пролета́рское — село в Прохладненском районе Кабардино-Балкарской Республики.
Образует муниципальное образование «сельское поселение Пролетарское», как единственный населённый пункт в его составе.

## География
Село расположено в центральной части Прохладненского района. Находится в 11 км к северу от районного центра Прохладный и в 68 км к северо-востоку от города Нальчик (по дороге).
Площадь территории сельского поселения составляет — 95,43 км². Из них на сельскохозяйственные угодья приходятся около 85,62 км².
Граничит с землями населённых пунктов: Комсомольское на западе, Красносельское на севере, Ульяновское на северо-востоке, Виноградное на востоке и городом Прохладный на юге.
Населённый пункт расположен на аллювиальной Кабардинской равнины, в равнинной зоне республики. Средние высоты на территории села составляют 216 метров над уровнем моря. Рельеф местности представляет собой в основном равнину, со слабо-волнистым характером и с общим уклоном с северо-запада на юго-восток. Крутизна склона пашни не превышает одного градуса.
Наибольшее распространение получили тёмно-каштановые почвы, сформировавшиеся на слабо-волнистой равнине. Менее распространены чернозёмы южные, луговато-каштановые и луговато-чернозёмные почвы.
Естественная гидрографическая сеть на территории села отсутствует и представлена в основном искусственными водоёмами. Через центр села проходит магистральный канал имени Ленина. На севере тянется Бригадный канал, а на юге Большой Прохладненский. Также имеется сеть искусственных водоёмов. Площадь прудов-накопителей составляет 151 га.
Климат влажный умеренный. Средняя температура воздуха в июле достигает +23,0°С. Средняя температура января составляет около −3,0°С. Среднегодовое количество осадков составляет около 550 мм. Основные ветры восточные и северо-западные. В конце лета возможны суховеи, дующие со стороны Прикаспийской низменности и порой доходящие до северо-восточной окраины республики.

## История
Постоянные поселения на территории села возникли в 1922 году. До этого здешние земли принадлежали зажиточным крестьянам из станицы Приближная и использовалась ими как выгонные пастбища.
С установлением советской власти, на территорию современного села устремились бедняки из густонаселённых станиц: Приближная, Прохладная, Черноярская и Архонская. Ими были основаны хутора — Вольный и Архонский.
В 1929 году между хуторами Вольный и Архонский, немцами-колонистами прибывшими из прикурских земель был основан хутор Победа. К концу 1929 года в трёх хуторах проживало около 60 дворов.
В 1934 году все три хутора были объединены Пролетарский сельсовет, тогда же была образована администрация сельсовета и установлены его первоначальные границы.
Во время Великой Отечественной войны большинство немцев проживавших в селе были депортированы в Среднюю Азию. А село в конце августа 1942 года было оккупировано немецкими войсками и находилось в оккупации более 4 месяцев. Освобождено в начале 1943 года в ходе Северо-Кавказской операции.
В 1950 году фактически слившиеся хутора Вольный (западная часть), Победа (центральная часть) и Архонский (восточная часть) были объеденные в село — Пролетарское.
24 июня 1992 года Пролетарский сельсовет был реорганизован и преобразован в Пролетарскую сельскую администрацию. 
В 2005 году Пролетарская сельская администрация была преобразована в муниципальное образование — сельское поселение Пролетарское.

## Население
| 2002  | 2010  | 2012  | 2013  | 2014  | 2015  | 2016  |
| ----- | ----- | ----- | ----- | ----- | ----- | ----- |
| 2419  | ↘2385 | ↘2378 | ↗2389 | ↗2422 | →2422 | ↗2471 |
| 2017  | 2018  | 2019  | 2020  | 2021  | 2023  | 2024  |
| ↗2481 | ↘2461 | ↗2465 | ↘2464 | ↗2561 | ↗2593 | ↗2625 |
| 2025  |       |       |       |       |       |       |
| ↗2647 |       |       |       |       |       |       |

Плотность — 27.74 чел./км².
Национальный состав
По данным Всероссийской переписи населения 2010 года:
| Народ      | Численность, чел. | Доля от всего населения, % |
| ---------- | ----------------- | -------------------------- |
| русские    | 1420              | 59,5 %                     |
| турки      | 549               | 23,0 %                     |
| корейцы    | 56                | 2,3 %                      |
| немцы      | 48                | 2,0 %                      |
| кабардинцы | 44                | 1,8 %                      |
| украинцы   | 40                | 1,7 %                      |
| мордва     | 38                | 1,6 %                      |
| болгары    | 37                | 1,6 %                      |
| цыгане     | 36                | 1,5 %                      |
| другие     | 88                | 3,7 %                      |
| не указали | 29                | 1,2 %                      |
| всего      | 2385              | 100 %                      |

По данным Всероссийской переписи 2021 года:
| Народ               | Численность, чел. | Доля от всего населения, % |
| ------------------- | ----------------- | -------------------------- |
| русские             | 1 426             | 55,68 %                    |
| турки               | 791               | 30,88 %                    |
| корейцы             | 95                | 3,70 %                     |
| кабардинцы          | 52                | 2,03 %                     |
| цыгане              | 48                | 1,87 %                     |
| балкарцы            | 27                | 1,05 %                     |
| другие / не указано | 122               | 4,76 %                     |
| всего               | 2 561             | 100,0 %                    |

Поло-возрастной состав
По данным Всероссийской переписи населения 2010 года:
| Возраст     | Мужчины, чел. | Женщины, чел. | Общая численность, чел. | Доля от всего населения, % |
| ----------- | ------------- | ------------- | ----------------------- | -------------------------- |
| 0 — 14 лет  | 275           | 235           | 510                     | 21,4 %                     |
| 15 — 59 лет | 747           | 751           | 1498                    | 62,8 %                     |
| от 60 лет   | 148           | 229           | 377                     | 15,8 %                     |
| Всего       | 1170          | 1215          | 2385                    | 100,0 %                    |

Мужчины — 1170 чел. (49,1 %). Женщины — 1215 чел. (50,9 %).
Средний возраст населения — 35,6 лет. Медианный возраст населения — 34,3 лет.
Средний возраст мужчин — 33,7 лет. Медианный возраст мужчин — 31,1 лет.
Средний возраст женщин — 37,5 лет. Медианный возраст женщин — 36,5 лет.

## Местное самоуправление
Администрация сельского поселения Пролетарское — село Пролетарское, ул. Ленина, 176.
Структуру органов местного самоуправления сельского поселения составляют:
- Глава сельского поселения — Горбунова Оля Михайловна.
- Администрация сельского поселения Пролетарское — состоит из 5 человек.
- Совет местного самоуправления сельского поселения Пролетарское — состоит из 11 депутатов.

## Образование
- Средняя общеобразовательная школа № 1 — ул. Ленина, 160.
- Начальная школа Детский сад «Алёнушка» — ул. Ленина, 116.
- Начальная школа Детский сад «Колосок» — ул. Ленина, 174.

## Здравоохранение
- Участковая больница — ул. Ленина, 201.

## Русская православная церковь
- Храм Казанской иконы Божией Матери — ул. Ленина, 193.

## Культура
- МУК ИДЦ «Русь» — ул. Ленина, 193.

## Экономика
Основу экономики сельского поселения составляет сельское хозяйство. На территории муниципального образования действует три сельскохозяйственных предприятий районного значения.

## Улицы
На территории села зарегистрировано 10 улиц и 5 переулков:
Улицы
| Брянцева    |
| Виноградная |
| Вольная     |
| Восканова   |

| Заречная   |
| Ленина     |
| Молодёжная |

| Портянко |
| Речная   |
| Садовая  |

Переулки
| Озёрный      |
| Первомайский |

| Пролетарский |

| Школьный |